# Prisonniers du temps (film)
Cet article concerne le film de Richard Donner. Pour le roman de Michael Crichton original, voir Prisonniers du temps.
Pour les articles homonymes, voir Timeline.
Pour plus de détails, voir Fiche technique et Distribution.
Prisonniers du temps (Timeline) est un film d'aventure de science-fiction américain coproduit et réalisé par Richard Donner et sorti en 2003. Il s'agit de l'adaptation du roman du même nom de Michael Crichton.
Le film reçoit des critiques globalement négatives et est un échec au box-office.

## Synopsis
Au Nouveau-Mexique, sur une route traversant le désert, un automobiliste (Steve Kahan) évite de justesse un homme qui s'écroule sur la chaussée. Il est gravement blessé, sa peau est glacée, il est habillé de vêtements archaïques et murmure « Castelgard ». L'homme meurt à son arrivée à l'hôpital. Les médecins sont perplexes, son squelette présente de nombreuses micro-déformations, et ses organes internes des micro-altérations. Il n'a aucun papier d'identité. Le seul indice qu'il portait est un médaillon en pendentif avec le sigle ITC. Quelques secondes plus tard, Frank Gordon (Neal McDonough), employé d'ITC (International Technology Corporation), se présente pour récupérer le corps de Vincent Taub. Le shérif lui rend le pendentif, que Gordon dit être le porte-bonheur de Taub. À cet instant, Gordon reçoit un appel téléphonique de Robert Doniger (David Thewlis), le directeur d'ITC, qui est en compagnie de Steven Kramer (Matt Craven). Gordon l'informe que Decker n'était pas en compagnie de Taub. Doniger lui ordonne de récupérer le corps de Taub et tous les documents médicaux le concernant.
Dans une vallée de la Dordogne, sur le site archéologique de Castelgard, le professeur Edward A. Johnston (Billy Connolly), archéologue, et son assistant écossais Andre Marek (Gerard Butler), présentent la bataille qui a eu lieu le 4 avril 1357 pendant la Guerre de Cent Ans dans le château de La Roque surplombant le village et le monastère. Les Anglais, menés par Lord Oliver, s'y étaient repliés lorsqu'ils étaient assiégés par l'armée française dirigée par le seigneur Arnaut. La bataille (et le siège) n'a duré qu'une nuit, car Lord Oliver, cherchant à décourager les Français, pend Dame Claire, sa prisonnière, sœur du seigneur Arnaut. Malheureusement pour lui, l'effet fut contraire.
Le fils du professeur, Chris Johnston (Paul Walker), n'a aucun attrait pour l'archéologie, il est présent sur le site car il est amoureux de l'assistante de son père : Kate Erickson (Frances O'Connor). Mais cette dernière n'a qu'une passion : l'archéologie. Le professeur Johnston est perplexe sur les motivations de Doniger, il va au Nouveau-Mexique pour l'interroger.
Un effondrement près du monastère met au jour une galerie. En l'explorant, Marek et Kate découvrent une toile cirée contenant des documents et un verre de lunettes, juste avant de devoir évacuer, la galerie menaçant de s'effondrer à nouveau. Josh Stern (Ethan Embry) annonce que le verre de lunette est un verre double foyer, qui ne fut inventé qu'au milieu du XVIIe siècle. Un des documents est une lettre datée du 2 avril 1357 signée du professeur E. A. Johnston dans laquelle il semble appeler à l'aide. L'écriture est bien celle du professeur. L'analyse de l'encre de la lettre par datation par le carbone 14, réalisée trois fois, confirme qu'elle remonte à 600 ans. Le verre de lunette correspond à celui des lunettes de rechange du professeur Johnston, apportées par François Dontelle (Rossif Sutherland). Chris téléphone à Doniger pour lui demander ce qu'est devenu son père. Il menace Doniger de porter plainte pour enlèvement et séquestration. Doniger le convoque ainsi que Marek, Kate, Josh et François au centre de recherche d'ITC à Silver City.
Arrivés sur place, Doniger leur révèle qu'ITC cherchait à construire une machine de téléportation, mais n'a pas réussi. Par contre, la machine a permis de créer un trou de ver stable entre Silver City aujourd'hui et Castelgard en 1357. Quand le professeur Johnston est venu il y a quelques jours, il est parti dans le passé à Castelgard avec une escorte, il n'est pas revenu depuis. Doniger propose donc à Chris de partir dans le passé avec la machine pour retrouver son père et le ramener dans le présent. Ceux qui sont volontaires peuvent partir avec lui. Gordon et deux de ses hommes (d'anciens militaires) les accompagnent pour les protéger dans le passé. Josh refuse de faire ce voyage. Ils doivent s'habiller avec des vêtements du XIVe siècle et ne pas emporter d'objets modernes (probablement risquent-ils le Bûcher pour sorcellerie[Interprétation personnelle ?]). Il est remis à chacun un pendentif ITC, qu'ils peuvent utiliser pour déclencher leur voyage retour.
À peine sont ils arrivés en 1357, qu'une jeune femme (Anna Friel), poursuivie par des cavaliers anglais, se précipite vers eux. Le groupe s'enfuit, pendant que les hommes de Gordon restent en arrière pour retarder les cavaliers et protéger la fuite des autres. L'un d'eux est rapidement tué et le deuxième, gravement blessé, dégoupille une grenade et active son pendentif pour être rapatrié mais il est tué juste à ce moment. Son corps arrive dans le présent, la grenade explose et détruit une grande partie de la machine. Les dégâts rendent la machine inutilisable. Kramer et Josh s'attèlent immédiatement à la réparer.
Dans le passé, les hommes de Lord Oliver de Vannes capturent les protagonistes et tuent François en l'accusant d'espionnage à la solde de la France. DeKere dévoile qu'il est un ancien employé de ITC et qu'il est à la solde de Lord Oliver de Vannes, puis il tue Gordon. Lord Oliver de Vannes et ses hommes débarquent au château de La Roque et DeKere emmène Johnston.
Au monastère, nos protagonistes rencontrent Cervole et remarquent que la jeune femme est Dame Claire, ils ont changé le cours de l'histoire en lui portant secours. Nos protagonistes vont organiser un plan pour secourir leurs amis. Pendant le combat final, Marek cherche à délivrer Dame Claire qui est enlevée. Chris aide Cervole à combattre Lord Oliver de Vannes et réussit à le vaincre. Marek affronte DeKere et il réussit à le vaincre.
Finalement, Marek préfère rester à cette époque pour vivre avec Claire. Les protagonistes restants retournent à leur époque en déclenchant leurs pendentifs ITC. Comme Doniger avait cherché à saboter les réparations de Josh et Kramer, il est envoyé en 1357 et se fait tuer par un chevalier. Les protagonistes sont sains et saufs et retournent aux ruines de Castlegard où ils découvrent le sarcophage de Marek et Dame Claire, ils apprennent que Marek et Dame Claire ont survécu après la guerre de 100 ans, se sont mariés et ont eu des enfants : Christophe, Katherine et François.

## Fiche technique
Sauf indication contraire, les informations mentionnées dans cette section peuvent être confirmées par la base de données cinématographiques IMDb,  présente dans la section « Liens externes ».
- Titre original : Timeline
- Titre français et québécois : Prisonniers du temps
- Réalisation : Richard Donner
- Scénario : Jeff Maguire et George Nolfi, d'après le roman homonyme de Michael Crichton
- Direction artistique : Daniel T. Dorrance
- Décors : Caroline Alder, André Chamberland, Gary Freeman, Réal Proulx, David Sandefur, Stephen Bream (non crédité) et Philip Elton
- Costumes : Jenny Beavan
- Photographie : Caleb Deschanel
- Montage : Richard Marks
- Musique : Brian Tyler
- Production : Richard Donner, Lauren Shuler Donner et Jim Van Wyck
  - Coproduction : Michael Aguilar et Kevin De La Noy
  - Production déléguée : Don Granger, Gary Levinsohn et Michael Ovitz
- Sociétés de production : The Donners' Company, Mutual Film Company, Artists Production Group, Cobalt Media Group et H2L Media Group
- Sociétés de distribution : Paramount Pictures (États-Unis et Québec[1]), UIP (France)
- Budget : 80 millions de dollars[2],[3]
- Langues originales : anglais, français
- Format : couleur - format 2.35 : 1 - son Dolby Digital
- Genre : Action, aventure, science-fiction et guerre
- Durée : 116 minutes
- Dates de sortie :
  - Québec : 14 novembre 2003[1]
  - États-Unis : 19 novembre 2003 (avant-première) ; 26 novembre 2003 (sortie nationale)
  - Belgique : 7 avril 2004
  - France : 21 avril 2004
- Classification :
  - États-Unis : PG-13
  - Québec : G
  - France : tous publics

## Distribution
Légende : VF = Version Française et VQ = Version Québécoise
- Paul Walker (VF : Pierre Tessier et VQ : Nicolas Charbonneaux-Collombet) : Chris Johnston
- Frances O'Connor (VF : Anne Massoteau et VQ : Camille Cyr-Desmarais) : Kate Erickson
- Gerard Butler (VF : Marc Saez et VQ : Antoine Durand) : Andre Marek
- Neal McDonough (VF : Guillaume Orsat et VQ : Patrick Baby) : Frank Gordon
- Ethan Embry (VF : Cédric Dumond et VQ : Patrice Dubois) : Josh Stern
- David Thewlis (VQ : Bernard Fortin) : Robert « Bob » Doniger
- Anna Friel (VQ : Catherine Bonneau) : Dame Claire
- Lambert Wilson (VQ : Sébastien Ventura) : le seigneur Arnaut
- Marton Csokas (VQ : Benoît Rousseau) : Sir William De Kere / William Decker
- Billy Connolly (VQ : Marc Bellier) : le professeur Edward A. Johnston
- Matt Craven (VF : Nicolas Marié et VQ : Pierre Auger) : Steven Kramer
- Michael Sheen (VF : Thomas Roditi et VQ : François Godin) : Lord Oliver de Vannes
- Rossif Sutherland : François Dontelle
- Steve Kahan : Baker
- David La Haye : l'adjoint du seigneur Arnaut
- Lynne Adams : une infirmière
- Richard Donner : le conducteur de la voiture (non crédité)
- Cas Anvar : un docteur de l'hôpital
- Bruce Ramsay : un technicien d'ITC

## Production

### Genèse et développement
Le scénario est inspiré du roman du Prisonniers du temps de Michael Crichton publié en 1999. Il est écrit par Jeff Maguire et George Nolfi. Frank Cappello participe à des réécritures du scénario, mais n'est pas crédité.

### Attribution des rôles
Les producteurs ne voulaient pas d'acteurs trop connus pour ce film. Lauren Shuler déclare : « Le film tient ici la vedette, ce qui ne nous a pas dissuadés de rechercher les meilleurs interprètes et les plus aptes à servir le projet ». Paul Walker est choisi car selon Richard Donner il « possède les qualités d'un Steve McQueen ou d'un Mel Gibson, tout en ayant son propre style. Il s'intéresse réellement à tous les aspects de la création cinématographique et c'est un bonheur de l'avoir à ses côtés. »
Le rôle d'Andre Marek est initialement proposé à Pierce Brosnan. Après son refus, Gerard Butler accepte.

### Tournage
Le tournage a eu lieu principalement au Québec (Montréal, Mascouche, Harrington et Terrebonne), aux États-Unis (Los Angeles et Las Vegas) ainsi qu'à Prague en République tchèque.

## Postproduction

### Montage
La postproduction est marqué par les nombreux montages différents du film. Le studio est tout d'abord déçu du premier montage présenté par Richard Donner. Ainsi, cette première version contient un prologue expliquant la disparition du Pr Edward Johnston. Un nouveau montage est demandé, ce qui décale la date de sortie. Le second montage déplait également à la Paramount, notamment à Sherry Lansing (alors présidente du studio). Brian Tyler est engagé par le studio pour composer la musique car Jerry Goldsmith, qui avait composé la première version de la musique, est indisponible et souffrant.

### Musique
Albums de Brian Tyler
The Big Empty
(2003) Final Cut
(2004)
La musique du film a été initialement composée et enregistrée par Jerry Goldsmith. Mais, en raison de problèmes qui ont nécessité un nouveau montage du film, le compositeur a jeté l'éponge du fait de sa santé défaillante (il est décédé en 2004). Sa partition a été remplacée par celle de Brian Tyler.
Liste des titres
1. Main Title (2:15)
2. Galvanize the Troops (0:45)
3. Battle of La Roque (4:16)
4. Troops in the Fog (1:39)
5. Battalion (0:49)
6. 1357 France (2:55)
7. Enter the Wormhole (2:49)
8. Timeline (1:30)
9. Lady Claire and Marek (1:39)
10. Night Arrows (2:53)
11. Transcription Errors (2:04)
12. Storming the Castle (4:11)
13. Battlefield Revealed (1:08)
14. Interruptus (2:53)
15. Mysterioso (2:47)
16. Eternal (2:25)
17. Village Burned (1:19)
18. Descent (2:43)
19. History will change (2:11)
20. Past and Present (2:23)

## Accueil

### Accueil critique
Sur l'agrégateur américain Rotten Tomatoes, le film récolte 11 % d'opinions favorables pour 142 critiques. Sur Metacritic, il obtient une note moyenne de 28⁄100 pour 32 critiques.
En France, le site Allociné propose une note moyenne de 2,4⁄5 à partir de l'interprétation de critiques provenant de 11 titres de presse.
Très déçu par l'adaptation de son roman, Michael Crichton refusera après cela de vendre les droits de ses romans. Seul son ami Steven Spielberg sera autorisé à acquérir les droits de Pirates après le décès de l'écrivain.

### Box-office
Le film est échec total au box-office. Il ne rapporte qu'un peu plus de 40 millions de dollars dans le monde, soit la moitié de son budget d'environ 80 millions
| Pays ou région    | Box-office     | Date d'arrêt du box-office | Nombre de semaines |
| ----------------- | -------------- | -------------------------- | ------------------ |
| États-Unis Canada | 19 481 943 $   | 19 février 2004            | 13                 |
| France            | 88 490 entrées |                            | -                  |
| Total mondial     | 43 935 763 $   | -                          | -                  |